# Ибрагим, Фард
Фард Ибрагим (англ. Fard Ibrahim; род. 7 января 2000, Аккра) — ганский футболист, левый защитник минского «Динамо».

## Карьера

### Начало карьеры
Начинал заниматься футболом в академии «Action Football Academy». Первым тренером футболиста был Бисмарк Эджейти Эджей. Затем футболист перешёл в ганский клуб «Интер Эллайс», за который дебютировал 26 февраля 2017 года в матче против клуба «Эбусуа Дварфс». В сезоне 2018 года футболист полноценно смог закрепиться в основной команде клуба, вместе с которой продолжал выступать в ганском чемпионате. В сентябре 2018 года отправился в аренду в датский клуб «Вайле», где выступал за молодёжные команды. 29 сентября 2018 года дебютировал за клуб в чемпионате Дании до 19 лет против сверстников из «Брондбю». По окончании аренды вернулся в «Интер Эллайс». В феврале 2020 года подписал новый контракт с «Интер Эллайс» до 2021 года. С конца 2020 года стал основным игроком команды на фланге обороны. В декабре 2021 года перешёл в другой ганский футбольный клуб «Верум Ипсум», однако покинул его спустя 2 месяца.

### «Ислочь»

#### Сезон 2022
В марте 2022 года футболист перешёл в белорусский клуб «Ислочь», с которым подписал трёхлетний контракт. Первый раз в заявку на игру основного состава футболист попал 18 июня 2022 года в матче против борисовского БАТЭ, однако за клуб так и не дебютировал. Дебютировал за клуб футболист 22 июня 2022 года в матче Кубке Беларуси против минских «Крумкачей», выйдя на замену на 78 минуте. Дебютный матч в чемпионате футболист сыграл 13 августа 2022 года против брестского «Динамо», выйдя на поле в стартовом составе. Дебютным забитым голом за клуб футболист отличился 17 сентября 2022 года в матче против дзержинского «Арсенала». Первую половину сезона футболист провёл преимущественно за дублирующий состав, однако уже с августа 2022 года закрепился в основной команде клуба на позиции левого защитника, отличившись своим единственным забитым голом. По итогу сезона футболист вместе с клубом завершил чемпионат на итоговом пятом месте.

#### Сезон 2023
В начале 2023 года футболист начинал готовиться к новому сезону с основной командой «Ислочи». Первый матч в новом сезоне футболист сыграл 7 апреля 2023 года против «Сморгони», выйдя на поле в стартовом составе. В июле 2023 года по информации источников к футболисту имелся интерес со стороны зарубежных клубов. Первыми результативными действиями за клуб футболист отличился 21 октября 2023 года в матче против новополоцкого «Нафтана», оформив дубль из результативных передач. На протяжении сезона футболист был одним из ключевых игроков клуба, отличившись 3 результативными передачами. По итогу сезона футболист вместе с клубом завершил чемпионат на итоговом четвёртом месте и выйдя в финальную часть Кубка Беларуси.

#### Сезон 2024
В начале 2024 года футболист после выхода белорусского клуба из отпуска отсутствовал на предсезонных сборах по неизвестным причинам. Позже в феврале 2024 года футболист вернулся в распоряжение клуба. Во время товарищеского матча в рамках предсезонной подготовки футболист получил перелом ключицы. В июне 2024 года футболист полноценно вернулся в расположение клуба. Первый матч в сезоне футболист сыграл 18 июня 2024 года в рамках Кубка Беларуси против гомельского «Локомотива», выйдя на поле в начале второго тайма. В чемпионате футболист первый раз сыграл 23 июня 2024 года в матче против жодинского «Торпедо-БелАЗ», выйдя на замену на 78 минуте. В июле 2024 года футболист вместе с клубом отправились на квалификационные матчи Лиги конференций УЕФА, где по сумме матчей где по сумме матчей уступили сан-маринскому клубу «Ла Фиорита». Первым забитым голом за клуб футболист отличился 4 августа 2024 года в матче против брестского «Динамо». По итогу сезона футболист вместе с клубом завершил чемпионат на итоговом седьмом месте, отличившись забитым голом и 2 результативными передачами. 

### «Динамо» Минск
В конце марта 2025 года футболист на правах свободного агента перешёл в минское «Динамо», подписав контракт до конца сезона. Дебютировал за клуб футболист 13 апреля 2025 года в матче против мозырской «Славии», выйдя на замену на 59 минуте.

## Международная карьера
В 2019 году был вызван в национальную сборную Ганы до 20 для участия в юношеском Кубке африканских наций до 20 лет, где игрок на поле так и не вышел. 